# Monarch: The Big Bear of Tallac
Monarch: The Big Bear of Tallac (яп. シートン動物記　くまの子ジャッキー сэтон добуцу моногатари: кума но ко джеки, «Хроники животных Сетона: медвежонок Джеки») — японский аниме-сериал, выпущенный студией Nippon Animation по мотивам рассказа канадского писателя Эрнеста Сетон-Томсона. Транслировался по телеканалу Asahi Broadcasting Corporation с 6 июня по 6 декабря 1977 года. Всего выпущено 26 серий аниме. Сериал также транслировался на территории Франции, Испании, Мексики, Кубы, Италии, Германии, Португалии и Польши.
В 1977 году министерство здравоохранения и благосостояния Японии отметило фильм за продвижение здорового образа жизни среди детей, а Агентство по делам культуры наградило его как отличный телесериал для детей.

## Сюжет
Действие происходит в XIX веке, в тихом уголке Сьерры-Невады, где два медвежонка Джеки и Джилл проводят своё счастливое детство, пока однажды их мать-медведицу Пинто не убивает охотник. Осиротевшие медвежата находят приют у мальчика-индейца, который вместе со своим отцом решает поселить медвежат у себя. Кажется, что медвежата нашли для себя новую семью, однако их крадёт злой охотник Бонами, чтобы продать в шоу, где они будут драться с собаками. Медвежатам удаётся сбежать, однако теперь они казались слишком далеко от дома, и чтобы туда вернуться, им предстоит долгое путешествие.
Проходит больше года, на поселение индейцев, а точнее на домашний скот, нападает огромный медведь. Люди подозревают, что медведь и есть повзрослевший Джеки.

## Роли озвучивали
- Норико Цукасэ — Джеки
- Кэйко Ёкодзава — Джилл
- Хару Эндо — Пинто
- Хитоси Такаги — рассказчик
- Итиро Нагай — дедушка Роки
- Дзюн Кацуми — Кэрян
- Ёсико Мацуо — Рон
- Ю Иноуэ — Алис